# Měchonice
Měchonice (německy Miechonitz) je malá vesnice, část obce Dolní Pohleď v okrese Kutná Hora. Nachází se asi dva kilometry východně od Dolní Pohledě. Vesnicí protéká Měchonický potok.
Měchonice leží v katastrálním území Dolní Pohleď o výměře 3,6 km².

## Historie
První písemná zmínka o vesnici pochází z roku 1399.

## Fotogalerie

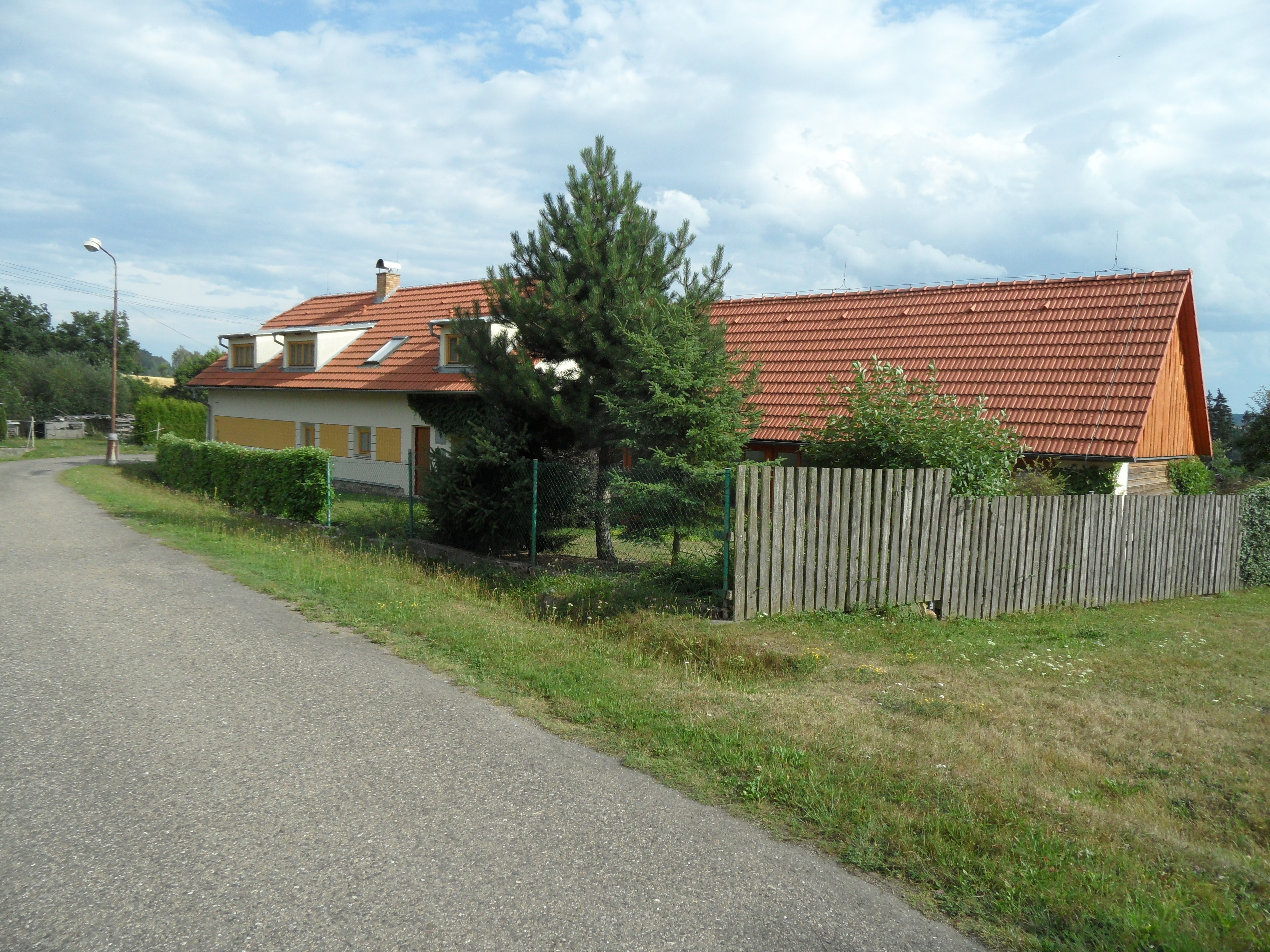
Domy u hlavní silnice
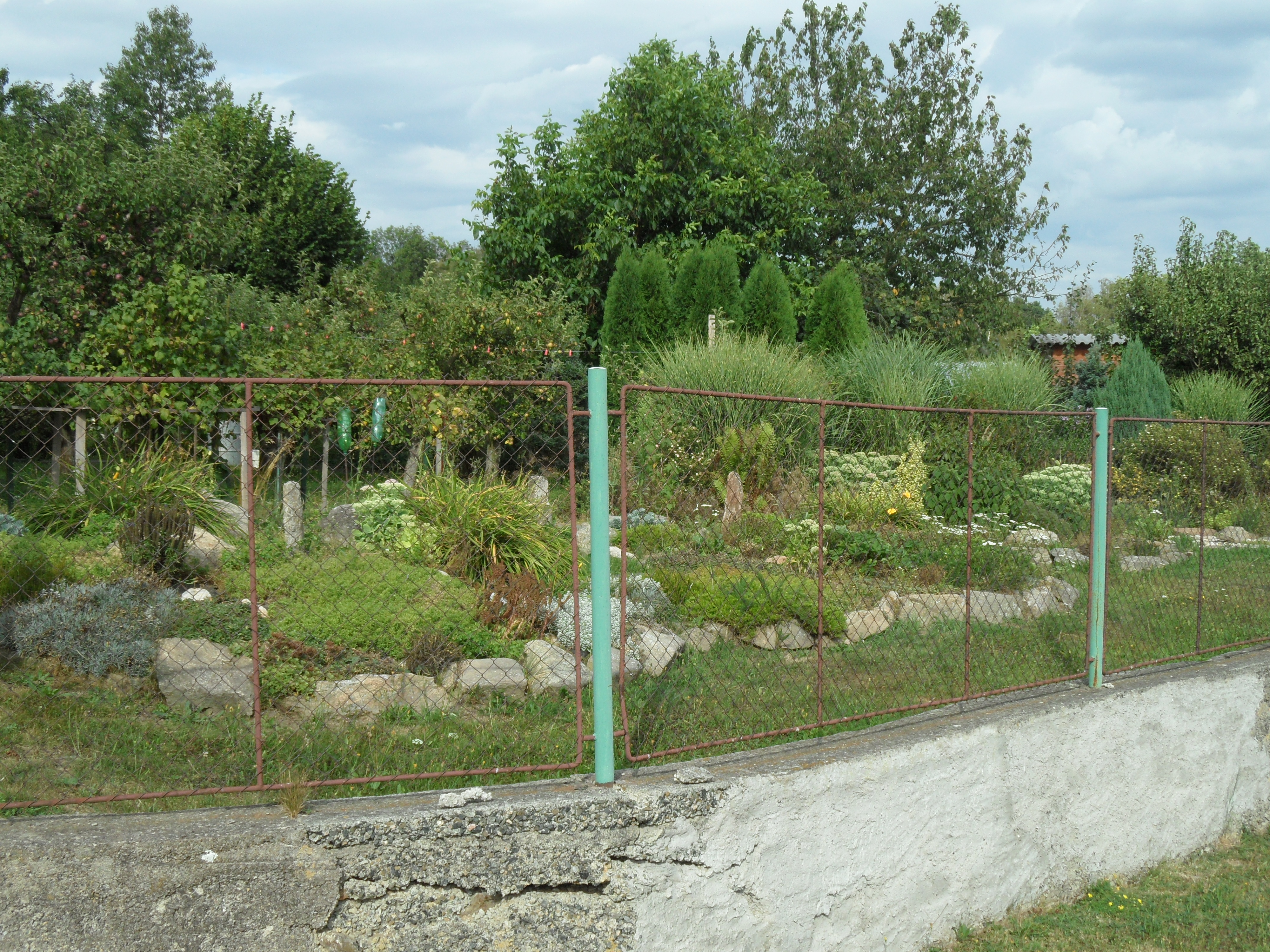
Zahradní skalka
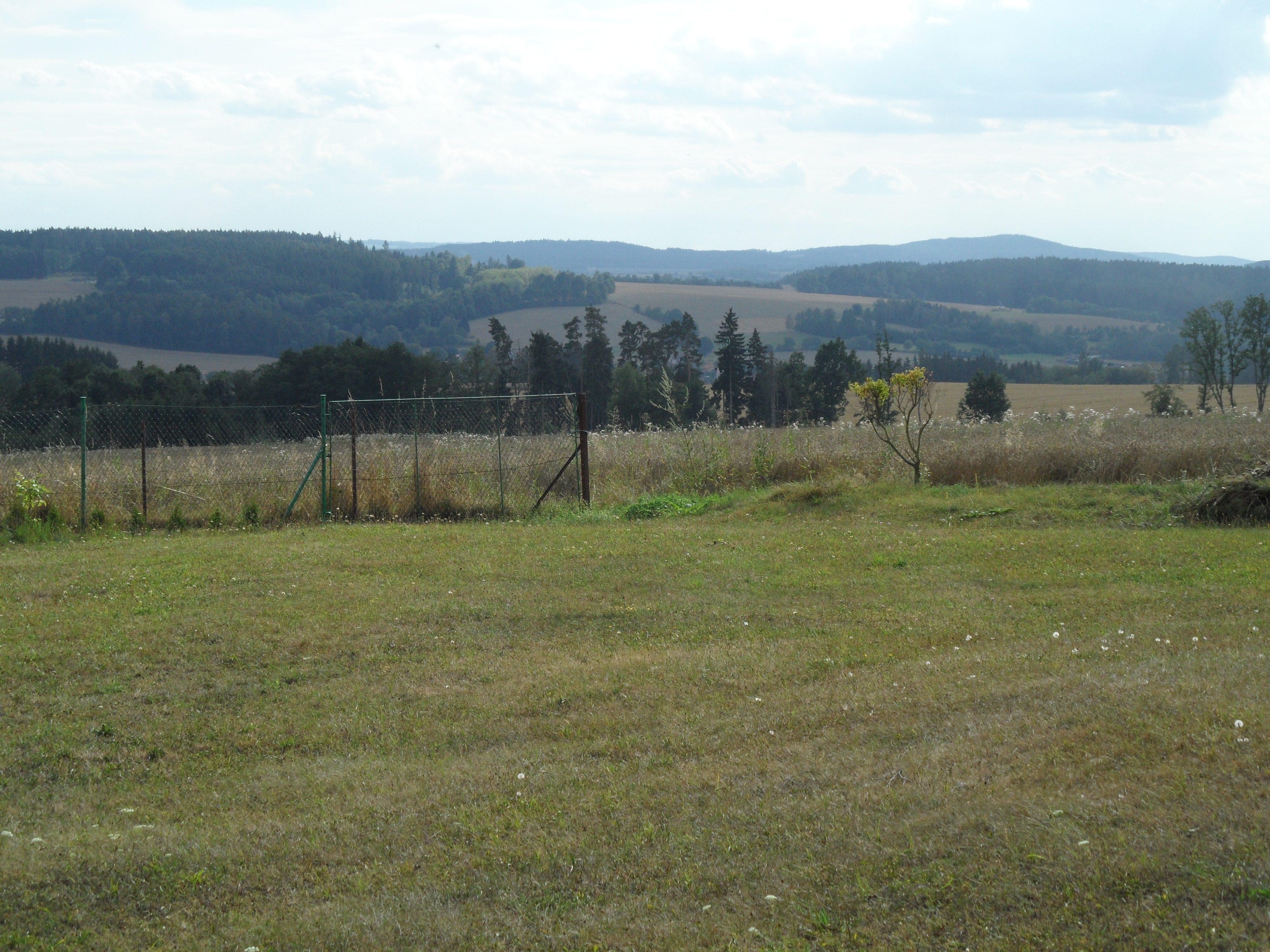
Pohled z vesnice na Posázaví